# Norman Zabusky

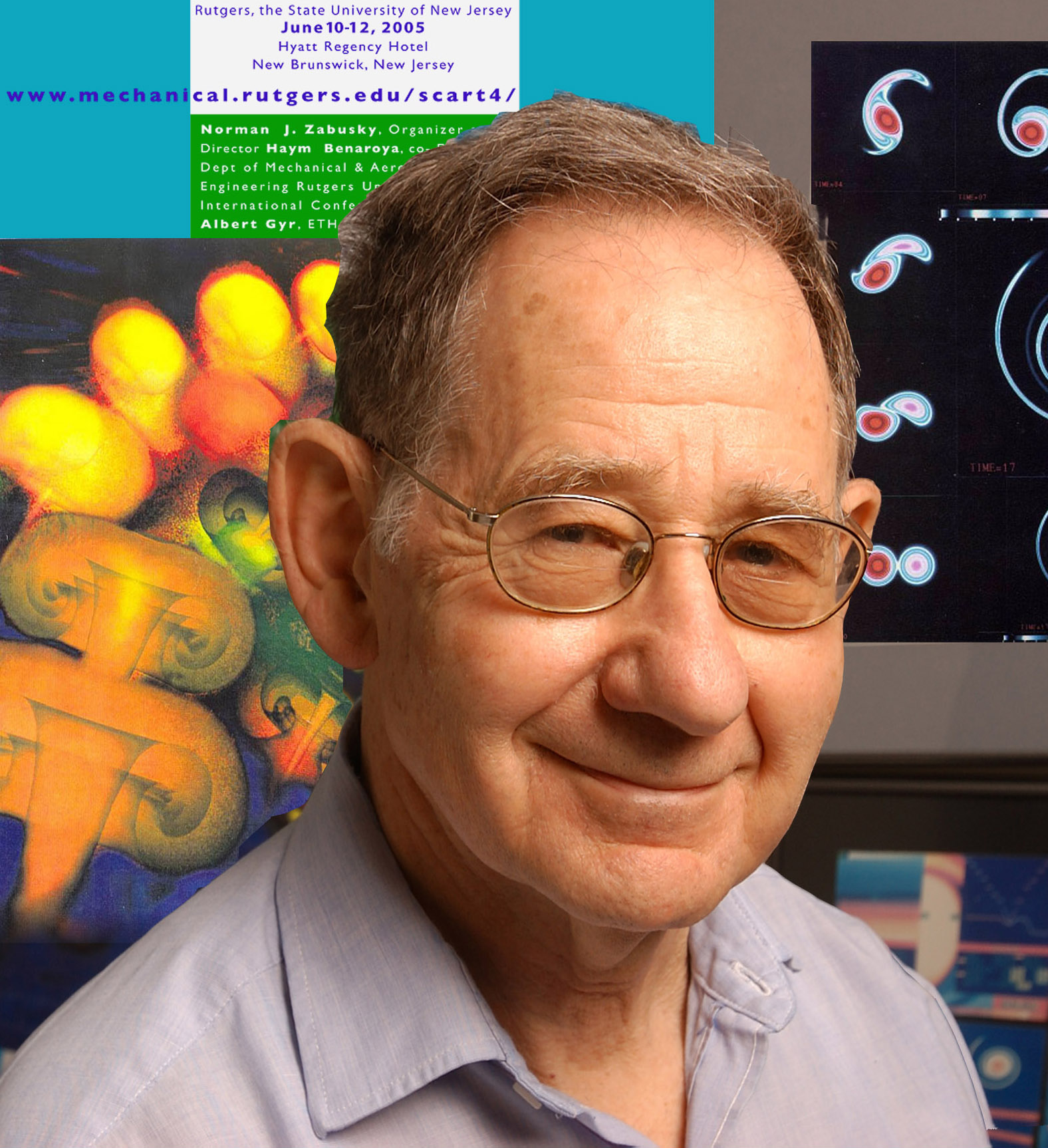
Norman Zabusky 2005

Norman J. Zabusky (* 4. Januar 1929 in Brooklyn; † 5. Februar 2018) war ein US-amerikanischer Physiker.

## Leben
Zabusky studierte Elektrotechnik am City College of New York (Bachelor 1951) und am Massachusetts Institute of Technology (Master-Abschluss 1953). Danach wandte er sich der theoretischen Physik zu und wurde 1959 am Caltech mit einer Arbeit über Plasmaphysik promoviert (bei Milton Plesset). 1961 bis 1976 war er Physiker an den Bell Laboratories und danach Professor für Mathematik an der University of Pittsburgh. 1988 wurde er Professor für numerische Hydrodynamik an der Rutgers University. Nach der Emeritierung 2006 ging er ans Weizmann-Institut in Israel.
Zabusky befasste sich insbesondere mit numerischer Hydrodynamik und deren Visualisierung (von ihm Visiometrik genannt). Bekannt wurde er durch die Entdeckung von Solitonenlösungen der Korteweg-de-Vries-Gleichung mit Martin Kruskal 1965.
1986 erhielt er die Potts Medaille des Franklin Institute und 2003 den Otto-Laporte-Preis  für seine Pionierarbeiten und die nachfolgende Entwicklung in nichtlinearer Physik und rechnergestützter Hydrodynamik einschließlich des Solitons, Rand-Dynamik und V-Zustände in zweidimensionalen Strömungen, Vortex-Projektile für beschleunigte inhomogene Strömungen und Visiometrik für Modellierungen 1970 wurde er Fellow der American Physical Society.
Er starb am 5. Februar 2018 im Alter von 89 Jahren.